# Kvarsebo

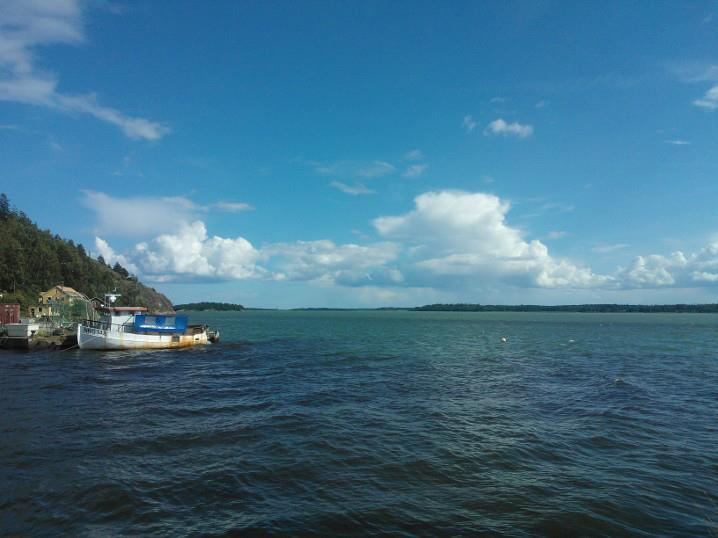
Fiskebåt i Kvarsebo hamn vid Bråviken

Kvarsebo (äldre stavning Qvarsebo) är en ort i Norrköpings kommun och kyrkbyn i Kvarsebo socken i Östergötland. 
Kvarsebo är den ort som ligger närmast kustgränsen mot Södermanlands län och är beläget nära sörmländska orterna Ålberga och Nävekvarn. Orten ligger geografiskt ungefär mittemellan Norrköping och Nyköping med färjeförbindelse till södra sidan av Bråviken året runt. Kvarsebo är såpass långt österut att Södermanland ligger rakt norrut utöver österut. Utöver det befinner sig både Ålberga och Stavsjöbruk på andra sidan gränsen sig väster om Kvarsebo. Till länsgränsen norrut är det ungefär fem kilometer, medan på vägen emot Nävekvarn är gränsen cirka en mil bort.
Kvarsebos geografi består av en brant sluttning ifrån ortens högsta punkt ned till Bråviken, som övergår till en brant klippa rakt österut nedemot havet. I orten så är enbart den allra närmaste delen mot havet på slät mark.
I orten återfinns Kvarsebo kyrka och en välbesökt badplats.
Kvarsebo Idrottsklubb har ett fotbollslag och anordnar valborgs- och midsommarfirande.
Fram till 2015 klassades bebyggelsen av SCB som en småort. Vid avgränsningen 2015 hade bebyggelsen växt samman med den i Säter och detta utökade område klassades som en tätort namnsatt till Kvarsebo och Säter. 2018 hade befolkningen minskat och den klassades då inte längre som tätort utan som en småort.

## Befolkningsutveckling
| Befolkningsutvecklingen i Kvarsebo/Kvarsebo och Säter 1960–2015                                   | Befolkningsutvecklingen i Kvarsebo/Kvarsebo och Säter 1960–2015 | Befolkningsutvecklingen i Kvarsebo/Kvarsebo och Säter 1960–2015 | Befolkningsutvecklingen i Kvarsebo/Kvarsebo och Säter 1960–2015 | Befolkningsutvecklingen i Kvarsebo/Kvarsebo och Säter 1960–2015 |
| ------------------------------------------------------------------------------------------------- | --------------------------------------------------------------- | --------------------------------------------------------------- | --------------------------------------------------------------- | --------------------------------------------------------------- |
|                                                                                                   |                                                                 |                                                                 |                                                                 |                                                                 |
| År                                                                                                |                                                                 |                                                                 | Folkmängd                                                       | Areal (ha)                                                      |
| 1960                                                                                              | 1960                                                            |                                                                 | 169                                                             | ¤                                                               |
| 1990                                                                                              | 1990                                                            |                                                                 | 172                                                             | 40#                                                             |
| 1995                                                                                              | 1995                                                            |                                                                 | 181                                                             | 40#                                                             |
| 2000                                                                                              | 2000                                                            |                                                                 | 176                                                             | 40#                                                             |
| 2005                                                                                              | 2005                                                            |                                                                 | 189                                                             | 41#                                                             |
| 2010                                                                                              | 2010                                                            |                                                                 | 188                                                             | 41#                                                             |
| 2015                                                                                              | 2015                                                            |                                                                 | 203                                                             | 75                                                              |
| Anm.: Ny tätort 2015, åter småort 2018 ¤ Som tätortsbebyggelse med 150-199 invånare # Som småort. |                                                                 |                                                                 |                                                                 |                                                                 |